# صدر تاون
صدر تاون (به انگلیسی: Saddar Town) یک منطقهٔ مسکونی در پاکستان است که در کراچی واقع شده‌است. صدر تاون ۶۱۶٬۱۵۱ نفر جمعیت دارد.